# Сєнненський повіт
Сєнненський повіт — адміністративно-територіальна одиниця Могильовської губернії Російської імперії. Центр — місто Сєнно.

## Історія
Утворений 1777 року під час розділу Могильовської губернії на повіти. 1778 року губернія перетворена на намісницство. 1796 року під час ліквідації Могильовського намісництва повіт увійшов до складу новоствореної Білоруської губернії. З 1802 року знову у складі Могильовської губернії.
11 липня 1919 року Могильовську губернію було ліквідовано, а Сєнненський повіт передано до складу Вітебської губернії. 1923 року повіт ліквідовано.

## Географія
Сєнненський повіт, за підрахунками Стрельбицького, займає 4333,8 кв. верст, або 451440 десятин.

## Населення
Населення білоруське. Дворян спадкових 605, міщан і цехових 22358, селян 137934, військовиків 4946. Православних 143013, євреїв 11131, католиків 10104, розкольників 4364
Православних церков 53, католицьких 3, кілька синагог і єврейських молитовних шкіл. 9 містечок: найбільш населені Крупка (1571 жителів), Лукомль (1851), Бобр (2643) і Черея (3008).
Чисельність населення повіту:
- 1897 — 161 652 чоловік (80521 чоловіків, 81131 жінок)[1]
- 1913 — 219,0 тис. чоловік (109,7 тис. чоловіків, 109,3 тис. жінок)[2]

## Адміністративний поділ
Повіт поділяється на 15 волостей (на 1875 рік):
- Бобрська
- Високогородецька
- Замоцька
- Зарічно-Толочинська
- Каковчинська
- Латиговська
- Лисичинська
- Лукомльська
- Мошканська
- Обчузька
- Островенська
- Пустинська
- Раснянська
- Уляновицька
- Черейська